# Coppa LEN (nuoto di fondo)
La Coppa LEN di nuoto di fondo (conosciuta anche come LEN Open Water Cup o come LEN European Open Water Swimming Cup) è una serie di gare di nuoto della lunghezza di 5 km, 7,5 km e 10 km organizzate dalla LEN (Lega Europea del Nuoto) per i nuotatori europei specializzati in acque libere. La manifestazione viene disputata ogni anno a partire dal 1998.

## Regolamento
La manifestazione si compone di una serie di tappe, il cui numero varia di stagione in stagione, che si svolgono in diversi luoghi naturali in tutta Europa. 
I nuotatori dei paesi membri della Lega Europea del Nuoto possono partecipare a questa competizione continentale in cui non è obbligatorio partecipare a tutte le tappe previste dal circuito ma si può gareggiare anche in singoli eventi. Vengono assegnati premi in denaro e punti per ogni gara del circuito, con i punti che vengono sommati per una classifica generale (che prevede anche un montepremi finale). Ogni nuotatore riceve punti in base al suo piazzamento finale in ogni singola gara disputata, ed al termine della manifestazione il nuotatore che ha racimolato più punti e si trova in testa alla classifica generale finale si aggiudica la vittoria della Coppa LEN.

## Albo d'oro
| Anno | Uomini                                        | Donne                                               |
| ---- | --------------------------------------------- | --------------------------------------------------- |
| 1998 | Emmanuel Poissier (FRA)                       | Edith van Dijk (NED)                                |
| 1999 | Emmanuel Poissier (FRA)                       | Angela Maurer (GER)                                 |
| 2000 | Luca Baldini (ITA)                            | Etta van der Weijden (NED)                          |
| 2001 | Marco Formentini (ITA)                        | Hanna Miluska (SUI)                                 |
| 2002 | Luca Baldini (ITA)                            | Hanna Miluska (SUI)                                 |
| 2003 | Alan Bircher (GBR)                            | Stefanie Biller (GER)                               |
| 2004 | Alan Bircher (GBR)                            | Stefanie Biller (GER)                               |
| 2005 | Thomas Lurz (GER)                             | Yurema Requena (ESP)                                |
| 2006 | Francisco José Hervás (ESP)                   | Cassandra Patten (GBR)                              |
| 2007 | Toni Franz (GER)                              | Cathleen Rund (GER)                                 |
| 2008 | Christian Reichert (GER)                      | Nadine Pastor (GER)                                 |
| 2009 | Christian Reichert (GER)                      | Gina Mohr (GER)                                     |
| 2010 | Andreas Waschburger (GER)                     | Eva Risztov (HUN)                                   |
| 2011 | Hendrik Rijkens (GER)                         | Ines Hahn (GER)                                     |
| 2012 | Ferry Weertman (NED) Christian Reichert (GER) | Margarita Dominguez (ESP)                           |
| 2013 | Andreas Waschburger (GER)                     | Anna Olasz (HUN)                                    |
| 2014 | Andrea Bianchi (ITA)                          | Arianna Bridi (ITA)                                 |
| 2015 | Dario Verani (ITA)                            | Svenja Zihsler (GER)                                |
| 2016 | Dario Verani (ITA)                            | Giulia Gabbrielleschi (ITA)                         |
| 2017 | Kristof Rasovszky (HUN)                       | Leonie Beck (GER)                                   |
| 2018 | Kristof Rasovszky (HUN)                       | Veronica Santoni (ITA)                              |
| 2019 | Sören Meißner (GER)                           | Leonie Beck (GER)                                   |
| 2020 | Cancellata a causa della pandemia di COVID-19 | Cancellata a causa della pandemia di COVID-19       |
| 2021 | Gregorio Paltrinieri (ITA)                    | Martina De Memme (ITA)                              |
| 2022 | Gregorio Paltrinieri (ITA)                    | Giulia Gabbrielleschi (ITA) Ginevra Taddeucci (ITA) |
| 2023 | Mario Sanzullo (ITA)                          | Bettina Fábián (HUN)                                |
| 2024 | Andrea Filadelli (ITA)                        | Ines Delacroix (FRA)                                |